# Jyrki Nieminen
Jyrki Nieminen (ur. 30 marca 1951 w Salossie) – piłkarz fiński grający na pozycji pomocnika. W swojej karierze rozegrał 46 meczów w reprezentacji Finlandii, w których strzelił 9 goli.

## Kariera klubowa
Karierę piłkarską Nieminen rozpoczął w klubie Salon Vilpas. W 1969 roku awansował do kadry pierwszego zespołu i wtedy też zadebiutował w jego barwach w drugiej lidze fińskiej. W 1970 roku odszedł do pierwszoligowego Turun Palloseura, w którym grał przez dwa lata. W 1972 roku wrócił do Salon Vilpas i występował w nim do końca 1975 roku. W latach 1976–1977 grał w HJK Helsinki.
W 1978 roku Nieminen został zawodnikiem szwedzkiego drugoligowego klubu IFK Eskilstuna. W 1979 roku odszedł do pierwszoligowego AIK Fotboll. AIK grał do końca 1984 roku.
W 1985 roku Nieminen wrócił do HJK Helsinki. W latach 1985 i 1987 wywalczył z HJK dwa tytuły mistrza Finlandii. W 1987 roku zakończył karierę piłkarską.
| Sezon | Klub             | Kraj      | Rozgrywki      | Mecze | Bramki |
| ----- | ---------------- | --------- | -------------- | ----- | ------ |
| 1969  | Salon Vilpas     | Finlandia | II. liga       | ?     | ?      |
| 1970  | Turun Palloseura | Finlandia | Mestaruussarja | 13    | 1      |
| 1971  | Turun Palloseura | Finlandia | Mestaruussarja | ?     | ?      |
| 1972  | Salon Vilpas     | Finlandia | II. liga       | ?     | ?      |
| 1973  | Salon Vilpas     | Finlandia | II. liga       | ?     | ?      |
| 1974  | Salon Vilpas     | Finlandia | II. liga       | ?     | ?      |
| 1975  | Salon Vilpas     | Finlandia | II. liga       | ?     | ?      |
| 1976  | HJK Helsinki     | Finlandia | Mestaruussarja | 22    | 12     |
| 1977  | HJK Helsinki     | Finlandia | Mestaruussarja | 21    | 7      |
| 1978  | IFK Eskilstuna   | Szwecja   | Superettan     | 23    | 15     |
| 1979  | AIK Fotboll      | Szwecja   | Allsvenskan    | 25    | 7      |
| 1980  | AIK Fotboll      | Szwecja   | Allsvenskan    | 25    | 4      |
| 1981  | AIK Fotboll      | Szwecja   | Allsvenskan    | 26    | 2      |
| 1982  | AIK Fotboll      | Szwecja   | Allsvenskan    | 20    | 2      |
| 1983  | AIK Fotboll      | Szwecja   | Allsvenskan    | 21    | 7      |
| 1984  | AIK Fotboll      | Szwecja   | Allsvenskan    | 3     | 0      |
| 1985  | HJK Helsinki     | Finlandia | Mestaruussarja | 26    | 2      |
| 1986  | HJK Helsinki     | Finlandia | Mestaruussarja | 20    | 1      |
| 1987  | HJK Helsinki     | Finlandia | Mestaruussarja | 19    | 0      |

## Kariera reprezentacyjna
W reprezentacji Finlandii Nieminen zadebiutował 14 lipca 1976 roku w wygranym 1:0 towarzyskim meczu z Islandią. W swojej karierze grał w eliminacjach do MŚ 1978, Euro 80, MŚ 1982 i MŚ 1986. Od 1976 do 1986 roku rozegrał w kadrze narodowej 46 meczów, w których zdobył 9 bramek.